# Thagger

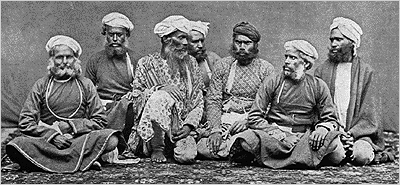
En grupp thagger cirka 1894.

Thagger eller thugs (eng. thugs eller thugee; av hindi, marathi thag, "lönnmördare", "strypare", ursprungligen från sanskrit "den som döljer", även phansigars, av urdu phansi, "snara"), kallas medlemmarna av en i äldre tider vitt utbredd, nu utrotad, sekt i Indien. Den kan spåras tillbaka till 1000-talet och 1100-talet, och bestod av ett över hela Indien (i synnerhet Centralindien) utbrett, väl organiserat förbund av lönnmördare. Som sekt sorterar den under de shivaitiska sekter, som dyrkar Shivas gemål Kali eller Durga (så kallade shakta).

## Historia
Gudinnans vilja uppenbarades genom järtecken av ett invecklat system. Den högsta religiösa plikten bestod i överfall och mord för vinnings skull. För detta ändamål stationerade de sig i större eller mindre band på 10–200 personer runt om i landet, uppträdde i de sinnrikaste förklädnader, innästlade sig i förmögna resandes förtroende, vilka de sedan vid gynnsamt tillfälle ströp med en snara eller dylikt (phansa, "snara", varav de också kallas phansigar). En del av det lovade bytet bragtes som offer till Kalis tempel vid Mirzapur. Förbundet hade ett eget tjuvspråk, ramasi (behandlat av sir William Henry Sleeman, Ramaseeana, or a vocabulary of the peculiar language used by the thugs, utgiven på brittiska regeringens föranstaltande, 1836).
Thaggers ständiga våldsgärningar, mot vilka man länge stod försvarslös, framkallade slutligen genom den brittiske generalguvernören lord William Bentincks (1828-1835) ingripande en kraftig aktion mot dem, varvid särskilt överstarna William Henry Sleeman och Philip Meadows Taylor var verksamma. Redan i slutet av 1835 blev ett stort antal medlemmar fängslade och dömda till döden eller till landsförvisning, varefter hela sekten snart upplöstes.

## Thagger inom litteraturen
De första europeiska resande, som omnämnde thaggsekten, var Jean de Thévenot (1665) och John Fryer (1673); bäst känd blev den genom Meadows Taylors roman Confessions of a thug (1839 och 1858) och Sleemans The thugs or phansigars of India (2 bd. 1839). Vidare bör nämnas Robert Sherwood, On the murderers called phansigars (i Madras Literary Gazette, 1816), John Shakespear, "Observations regarding bradheks and thegs" (i Asiatic Researches, XIII, 1820), Johan Peter Wåhlin, Om stryparne thugs. Fanatism och mord (1851), Edward Thornton, Illustrations of the history and practices of the thugs (1857), James Hutton, Popular account of the thugs and dacoits (samma år), Edward Washburn Hopkins, Religions of India (1896), Robert Watson Frazer, British India (3:e upplagan 1904), och Paupa Rao Naidu, The criminal tribes of India II (1905). Underhållande läsning om thaggsekten finns även i Frans G. Bengtssons essaysamling "Sällskap för en eremit" under titeln "General W.H. Sleeman och gudinnan Bhowani".